# 野田村 (埼玉県)
野田村（のだむら）は、埼玉県北足立郡に存在した村。
1956年（昭和31年）4月1日、戸塚村、大門村との合併による美園村の成立により消滅。

## 地理
- 埼玉県北足立地域南東部の芝川と綾瀬川流域の沖積平野に挟まれた大宮台地（鳩ヶ谷支台）上に位置する。地区内の野田のさぎ山が特別天然記念物に指定されていた。
- 現・さいたま市緑区の北東部にあたる。

## 歴史
- 1889年（明治22年）4月1日 - 町村制施行に平行して上野田、中野田、大崎、代山、寺山、高畑、南部領辻の7箇村と染谷村の一部が合併し、野田村が成立[2]。各旧村は野田村の大字となるが、染谷は上野田に併合された[1]。
- 1938年（昭和13年）12月14日 - 野田のさぎ山が「野田村鷺繁殖地」として天然記念物に指定される。
- 1952年（昭和27年）3月29日 - 野田のさぎ山が「野田のサギ及びその繁殖地」として特別天然記念物に指定される。
- 1956年（昭和31年）4月1日 - 戸塚村、大門村と合併し、美園村が成立[2][3]。野田村は消滅した。大字は美園村へ継承された[1]。